# Gene Wilder
Gene Wilder (Milwaukee, Wisconsin, 11. lipnja 1933. – Stamford, Connecticut, 29. kolovoza 2016.) bio je američki glumac i komičar, nominiran za nagradu Oscar.
Rodio se u Milwaukeeu kao sin židovskih useljenika iz Rusije. Pravo mu je ime Jerome Silberman. Diplomirao je 1955. godine sa Sveučilišta u Iowi, gdje je bio u bratstvu Alfa Epsilon Pi.
Nakon toga je radio u kazalištu Old Vic u Velikoj Britaniji. Vrativši se u SAD, bio je u vojsci od 1956. do 1958. godine.
Glumi još od 1961. godine. Počeo je u predstavama izvan Broadwaya, a kasnije je i došao u Broadway. Velika mu se prilika ukazala nakon predstave "Majka Courage i njena djeca" gdje je glumio nasuprot Anne Bancroft. Anne je bila u vezi s redateljom Melom Brooksom, kojemu se Gene svidio te mu je ovaj dao ulogu u nekoliko filmova.
Na filmu kao takvom glumi od 1967. godine kada je debitirao u filmu "Bonnie i Clyde". Najpoznatiji je kao Willy Wonka u filmu "Willy Wonka i tvornica čokolade". Suradnja s Melom dovela ga je da glumi u filmovima "Divlja sedla", "Producenti" i "Mladi Frankenstein".
Tijekom 1970-ih i 1980-ih godina glumio je u nekoliko filmova gdje mu je partner bio Richard Pryor. Njih dvojica postali su najuspješniji međurasni komičarski par. Ipak, Gene je u svojoj autobiografiji, knjizi pod naslovom "Poljubi me kao stranac" rekao da je s Pryorom bilo teško raditi jer je bio ovisan o heroinu. No, među njima je vladalo veliko poštovanje i sam Gene je priznao da je između njega i Richarda postojala najbolja kemija nego s bilo kojim drugim glumačkim partnerom.
Od 1984. do 1989. bio je u braku s glumicom Gildom Radner, zvijezdom serije Saturday Night Live dok Gilda nije umrla od raka jajnika. Nakon toga Gene je osnovao Gildin klub, grupu potpore koja ima jedno uporište u Milwaukeeu.
Iako se ponovno oženio, nikad više nije bio isti otkako je izgubio Gildu.
Promicao je svjesnost o toj bolesti, te se povukao iz aktivne glume. Glumi pasivno, većinom u cameo-ulogama. U seriji Will i Grace, glumio je Willova šefa, gospodina Steina.
Osim velikog  talenta, Geneov zaštitni znak bila je smeđa kovrčava kosa.
Nije imao djece, bio je demokrat, a do smrti je prebivao u gradu Stamford, država Connecticut.

## Vanjske poveznice
- Gene Wilder u internetskoj bazi filmova IMDb-u (engl.)
- Interview with Wilder  Arhivirana inačica izvorne stranice od 16. listopada 2007. (Wayback Machine) on NPR's Fresh Air (March 16, 2005.)
- GeneWilder.net a Gene Wilder fansite
- Advance Review of "My French Whore: A Love Story" The Book Standard, 1. listopada, 2006.